# 디자인권리보호
디자인권리보호는 산업통상자원부와 한국디자인진흥원이 디자인 권리를 보호하고 디자인산업에서의 불공정 거래 관행을 근절함과 동시에 창의적인 디자인 개발을 장려하기 위해 추진하는 제도이다.

## 제도 종류 및 소개

### 디자인법률자문단
- 디자인법률자문단은 디자인관련 거래과정에서 발생하는 불공정거래 및 지식재산권 분쟁 등을 대상으로 법률 상담과 자문을 해주는 서비스다. 변리사, 변호사, 회계사 등 7명의 관련 분야 전문가로 구성된 자문단이 무료로 서비스를 제공하고 있다.
- 법률자문 이후 미해결 분쟁 건은 신청인 요청에 따라 분쟁조정위원회로 이관된다.
- 2012년 한국디자인진흥원과 한국디자인기업협회이 공동 출범식을 개최했다.[2]

### 디자인분쟁조정위원회
- 산업디자인진흥법 제10조의 3(분쟁조정위원회의 설치)[3]와 동법 시행령 제20조의4(디자인분쟁조정위원회의 구성)에 따라 설치 및 운영하는 기구이다.
- 디자인 사업자와 이용자 사이에 발생하는 다양한 산업디자인과 관련한 분쟁을 신속하고 공정하게 해결하는 조정 기구로, 조정 신청이 있는 날부터 3개월 이내에 분쟁에 대한 조정안 작성이 이루어진다. 조정이 성립되면 이는 재판상 화해와 같은 효력을 지닌다.
- 2012년 디자인분쟁조정위원회 출범식을 개최했다.[4]

### 디자인표준계약서
- 산업디자인진흥법 제5조의2(표준계약서의 제정·보급)[3]에 따라 고시하는 4종의 계약서이다.
- 2013년 디자인공지증명과 함께 시행되었다.[5]
- 계약 체결 경험이 부족하거나, 혹은 경험이 있더라도 계약서에 어떤 내용을 넣어야 할지 몰라서 어려움을 겪는 디자이너 또는 디자인기업(공급자)을 위해 가장 일반적으로 삽입되는 표준 계약 조항을 담아 만든 계약서이다.
- 디자인용역 당사자 간의 권리·의무관계를 명확히 하고, 수요자와 공급자가 평등한 조건에서 계약체결을 유도함으로써 분쟁을 사전에 방지하는 것이 목적이다.

### 디자인공지증명
- 권리화되지 않은 디자인이라도 간단한 신청 절차, 저렴한 비용으로 디자인 창작물을 공지하여 타인이 무단으로 디자인권을 등록하는 것을 방지하고 불필요한 분쟁에 대응할 수 있는 제도다.
- 공지증명된 디자인은 특허청 디자인권 및 특허 심사 시 창작사실 증거자료로 활용되어 무권리자의 디자인 무단등록으로 인한 디자인 침해를 예방할 수 있다.
- 2013년 디자인표준계약서와 함께 시행되었다.[5]
- 디자인등록과 디자인공지증명과의 차이는 다음과 같다.

| 구분         | 디자인등록 | 디자인공지증명                                                                           |
| ------------ | --- | ---------------------------------------------------------------------------------------- |
| 목적         | 독점배타적인 디자인권 발생                                                                                                  | 공지사실 증명                                                                            |
| 처리기간     | 출원 후 6개월 내외 | 짧음(1~3일)                                                                              |
| 권리범위     | 동일 또는 유사한 디자인을 실시한 권리를 독점(디자인보호법 제92조)                                                           | 독점배타적 권리 없음 등록 후 12개월 이내 디자인 출원한 경우 디자인권(재산권) 확보 가능   |
| 신청절차     | 출원인이 출원 수수료 납부와 함께 디자인 등록 출원서 제출 실체심사를 거쳐 등록 결정 후 설정 등록료 납부를 통해 디자인권 발생 | 디자인을 파악할 수 있는 간단한 도면과 신청서만을 제출 실체심사 과정이 없으므로 절차 간단 |
| 비용         | 출원비용 : 94,000원 설정등록료(1~3년분) : 75,000원 연차등록료 : 4년 후부터 3년 단위로 누진제                                | 20,000원/건, 대학생 이하는 무료(변리사 대행 불필요, 직접 등록 가능)                      |
| 권리보호기간 | 존속기간 20년 | 부정경쟁방지법의 경우 창작일로부터 3년간                                                 |

### 디자인대가기준
- 산업디자인진흥법 제9조의2(산업디자인 개발의 대가기준 등)[3]에 따라 한국디자인진흥원이 제공하는 디자인 용역 수행 대가 기준이다.